# Ярневич, Ежи
Ежи Ярневич (пол. Jerzy Jarniewicz, род. 4 мая 1958, Лович, Лодзинское воеводство) — польский поэт, литературный критик, переводчик и эссеист. Он был награждён премией «Нике» 2022 года, самой важной наградой в польской литературе, а также медалью «За заслуги перед культурой – Глория Артис» (2006).

## Жизнь и карьера
Ежи родился в Ловиче в 1958 году, окончил среднюю школу № 21 имени Болеслава Пруса в Лодзи. Он изучал английский язык и литературу, а также философию в Лодзинском университете, а с 1984 по 1985 год — в Оксфордском университете. Он является редактором литературного ежемесячного журнала «Literatura na Świecie» (Литература в мире), публикует литературно-критические статьи в «Tygodnik Powszechny» (Универсальный еженедельник) и «Газете Выборча», а также сотрудничает с такими британскими литературными журналами, как Poetry Review и Areté. Он преподавал английскую литературу в Лодзинском и Варшавском университетах. Он также читал лекции в таких учреждениях, как Оксфордский университет, Кембридж, Шеффилд, Йорк, Белфаст, Тринити-колледж Дублина, Карлов университет в Праге, Университет Отто фон Герике в Магдебурге и Гарвардский университет.
В 2011 году он стал членом Совета Национального культурного центра (пол. Narodowe Centrum Kultury). Он бывший член Польской академии наук (ПАН) и член жюри Литературной премии Гдыни. Он также является членом Ассоциации переводчиков литературы и Collegium Invisibile. Его основные области интересов включают современную английскую и ирландскую поэзию, литературный перевод и историю контркультуры 1960-х годов. Он переводил произведения таких англоязычных писателей, как Джеймс Джойс, Филип Рот, Джон Бэнвилл, Урсула Ле Гуин и Крейг Рейн.
В 2006 году награждён Золотым крестом «За заслуги» и бронзовой медалью «За заслуги перед культурой – Глория Артис». В 2008 году он был номинирован на премию «Нике» за свою работу Znaki Firmowe. В 2018 году он получил Премию Силезиуса в категории «Книга года» за «Puste noce» («Пустые ночи»). В 2022 году он получил самую престижную польскую литературную награду — премию «Нике» — за сборник стихов под названием Mondo Cane. В том же году он был номинирован на премию Виславы Шимборской.

## Публикации

### Поэзия
- Korytarze (1984)
- Rzeczy oczywistość (1992)
- Rozmowa będzie możliwa (1993)
- Są rzeczy których nie ma (1995)
- Niepoznaki, published by Biuro Literackie Port Legnica (2000)
- Po śladach (2000)
- Dowód z tożsamości, published by Biuro Literackie Port Legnica (2003)
- Oranżada, published by Biuro Lirerackie, Wrocław, (2005) (ISBN 83-88515-82-9)
- Skądinąd. 1977–2007 (2007)
- Makijaż (2009)[10]
- Wybór wiersza (2012)
- Na dzień dzisiejszy i chwilę obecną (2012)
- Woda na Marsie (2015)[11]
- Puste noce (2017)
- Sankcje. Wybór wierszy i wypowiedzi (2018)
- Confiscarea instrumentelor (2019)
- Mondo cane (2021)

### Литературная критика
- The Uses of the Commonplace in Contemporary British Poetry (1994)
- Lista obecności. Szkice o dwudziestowiecznej prozie brytyjskiej i irlandzkiej (2000)
- W brzuchu wieloryba. Szkice o dwudziestowiecznej poezji brytyjskiej i irlandzkiej (2001)
- The Bottomless Centre. The Uses of History in the Poetry of Seamus Heaney (2002)
- Larkin. Odsłuchiwanie wierszy (2006)
- Znaki firmowe. Szkice o współczesnej prozie amerykańskiej i kanadyjskiej (2007)
- Od pieśni do skowytu. Szkice o poetach amerykańskich (2008)
- Heaney. Wiersze pod dotyk (2011)
- Gościnność słowa. Szkice o przekładzie literackim (2012)
- Ekphrasis in the Poetry of Derek Mahon (2013)
- In the Shadow of Foreign Tongues. Essays on Irish Poets (2014)
- Podsłuchy i podglądy (2015)
- All You Need Is Love. Sceny z życia kontrkultury (2016)
- Tłumacz między innymi. Szkice o przekładach, językach i literaturze (2018)
- Bunt wizjonerów (2019)
- Sizif pobednik. Ogledi o knijzevnom prevodu (2021)